# Ranunculus ligusticus
Ranunculus ligusticus är en ranunkelväxtart som beskrevs av Sandro Alessandro Pignatti. Ranunculus ligusticus ingår i släktet ranunkler, och familjen ranunkelväxter. Inga underarter finns listade i Catalogue of Life.